# Alexandra Nicolau
Alexandra Nicolau foi um jogadora de xadrez da Romênia naturalizada holandesa, com diversas participações nas Olimpíadas de xadrez. Alexandra participou das edições de 1963 a  1988 tendo conquistado cinco medalhas. Na edição de 1966 conquistou a medalha de prata no primeiro tabuleiro e a de prata por equipes. Nas edições de 1963 e 1972, conquistou a medalha de prata no primeiro tabuleiro e a de bronze pelo segundo, respectivamente, além da medalha de prata por equipes em 1972.